# 中西闻见录
《中西闻见录》（英語：The Peking Magazine）是1872年8月在北京创刊的一份近代报刊。由京都（北京）施医院出版发行，美国传教士丁韪良、英国传教士艾约瑟主编，后来艾约瑟离去，完全由丁韪良负责。其真实地记录了当时的一些事实，是北京的第一个中文近代报，对洋务运动起了推波助澜的作用。

## 背景
传教士中文报刊始创于1815年（清嘉庆二十年），至1951年在中国内地停办，前后共136年的历史。在这期间，外国传教士和教会用中文创办了数量众多的报刊。
1871年冬，在北京的外国人商讨出版中文报刊事宜，对此，香港报纸曾有报道：“闻西人之侨居京师者，现拟倡设汉文日报，意欲使华人增广见闻，扩充智虑，得以贤之而获益。曾于去年十一月中聚众集议商酌是款。”1872年8月（清同治十一年切月），在北京的外国传教士、美国长老会丁韪良、英国伦敦会约瑟等成立了所谓“在华实用知识传播会”，以介绍“近代科学和自由思想”相标榜。它们看到香港、广州、上海、宁波等地都有报刊发行，唯独北京没有，于是决定于北京创办一种期刊，《中西闻见录》便应运而生。

## 历史

### 创刊
《中西闻见录》在1872年8月在北京创刊，编辑机关设在雒魏林咸丰十一年（1861年）创建于北京的京都施医院。 编辑除丁韪良、艾约瑟外还有英国圣公会传教士包尔腾、英国伦敦会传教医师德贞。艾、包二人次年相继离京，主要工作由丁韪良负责。

### 创刊宗旨
《中西闻见录》创刊号，刊登了《中西闻见录序》，揭明了创刊宗旨。每期开篇的一段话，也是对创刊宗旨的进一步说明：“《中西闻见录》系仿照西国新闻纸而作，书中杂录各国新闻近事，并讲天文、地理、格物之学。每月初印一次，如中西士人有所见闻，或自抒议论亦可，写就送至米市施医院诸先生处选择，可登则登之。庶集思广益，见闻日赠焉。”

### 刊期
《中西闻见录》每月一期，每期正文50多页到60页不等。每号发行1000份，大部分免费散发，主要限于北京，偶尔也行及外省。 1872年8月创刊，1875年8月停刊，这样算下来应为37期，但1874年8月未出，同治十三年（1874年）9月 第25号上有一个说明：“本局主人前月避暑出外，故少一本，顺此通知。”所以共刊出36期，收入文章800多篇，约55万字。

### 停刊
清光绪元年七月（1875年8月）停刊。
1876年2月，《格致汇编》（原名Chinese Scientific Magazine）在上海创刊，成为《中西闻见录》续刊。《格致汇编》由英国人傅兰雅编辑，由格致书室发售。初为月刊，自1890年起改为季刊，在光绪十六年停刊。其实《中西闻见汇编》并未“删”或“撮”，只是丁韪良将自己在《中西闻见录》上发表的96篇文章、332则“各国近事”和31篇未署名文章、48则未署名的“各国近事”总汇成册，故《中西闻见汇编》基本上是丁韪良个人的《闻见录》汇集。
《中西闻见录》影印本，由南京古旧店根据南京图书馆藏底本于1992年印刷发行，共四册，国内许多图书馆有收藏。此外，国家图书馆、北京大学图书馆等藏有《中西闻见录》部分原件。

## 主要内容
对科技知识、工艺技术等介绍是《中西闻见录》的主要内容，也刊登难题解说、科学趣闻以及试题。介绍科技知识之后，是语言、杂记、奇闻趣事等。也有少量论说、历史等社会科学内容。新闻列于每期最末，置于“各国近事”栏目中。创刊号未设“各国近事”栏目，而是直接列出各地新闻，从第二期开始设“各国近事”栏目。新闻所占篇幅较多，每期在10-18页不等。《中西闻见录》作为偏重科技的综合性报刊，许多新闻与科技有关。

## 地位及影响
《中西闻见录》是北京以及华北地区最早的近代中文报刊。在近代西学的传入和传播过程中，1872年创刊于北京的《中西闻见录》是一份值得重视的刊物，它的创刊可以看出西方传教士在传播西学过程中的地位和作用。《中西闻见录》作为《格致汇编》的前身，研究它可以看出两者之间的统属与联系。《中西闻见录》对西方近代科技在中国的传播、对中国近代科技的产生和发展、对中国近代科学观念的产生和发展起着一定的推动作用，对洋务运动和开一代社会风气也有促进作用。

## 延伸閲讀
维基共享资源上的相關多媒體資源：中西闻见录